# Bundesjazzorchester

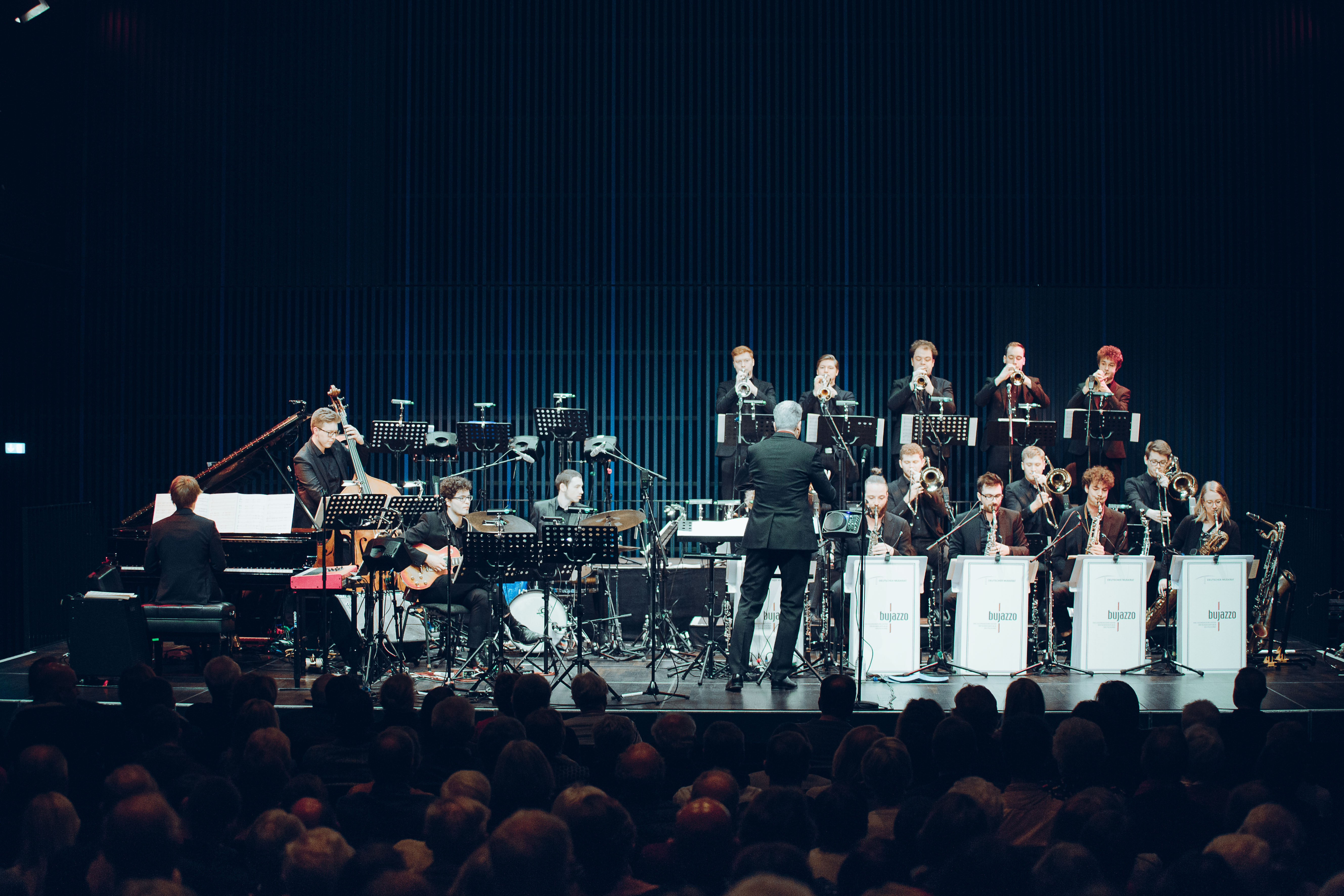
Koncert med Bundesjazzorchester i Donaueschingen 2020.

Bundesjazzorchester är Tysklands officiella ungdomsjazzorkester. Det grundades 1988 av Peter Herbolzheimer och består av 25 ungdomar som studerar vid tyska eller europeiska musikhögskolor.
Storbandet har 19 medlemmar, varav 5 trumpetister, 5 trombonister och 5 saxofonister samt piano, gitarr, basgitarr och slagverk och vokalgruppen har sex medlemmar (sopran, 2 mezzosopraner, alt, tenor och bas). Medlemmarna, som är mellan 18 och  24 år gamla, tjänstgör i två år varefter de byts ut.  
Orkestern har spelat in 17 album och tilldelades Frankfurter Musikpreis 2018.